# Judex Lefou
Pierre Judex Lefou, né le 24 juin 1966, est un athlète mauricien, spécialiste du 110 m haies et du 400 m haies.

## Biographie
Titré sur 110 m haies lors des Jeux africains de 1987, à Nairobi, et 1991, au Caire, Judex Lefou se distingue lors des Championnats d'Afrique d'athlétisme en s'adjugeant la médaille d'or du 110 m haies en 1992, sur son sol, à Belle-Vue, et en remportant trois médailles de bronze : deux en 1990 sur 110 m haies et 400 m haies, et une en 1996, sur 110 m haies.
Il engrange en outre une médaille de bronze sur le 110 m haies aux Jeux de la Francophonie de 1989 à Casablanca.
Il aura été recordman de l'Ile Maurice du 110 m haies pendant 30 ans jusqu'à la performance réalisée en 13 s 77, le 8 mai 2022 à Cholet, par son compatriote Jérémie Lararaudeuse [3].

### Palmarès
| Date | Compétition            | Lieu      | Résultat | Épreuve     |
| ---- | ---------------------- | --------- | -------- | ----------- |
| 1987 | Jeux africains         | Nairobi   | 1er      | 110 m haies |
| 1990 | Championnats d'Afrique | Le Caire  | 3e       | 110 m haies |
| 1990 | Championnats d'Afrique | Le Caire  | 3e       | 400 m haies |
| 1991 | Jeux africains         | Le Caire  | 1er      | 110 m haies |
| 1992 | Championnats d'Afrique | Belle-Vue | 1er      | 110 m haies |
| 1996 | Championnats d'Afrique | Yaoundé   | 3e       | 110 m haies |

### Records
| Épreuve     | Performance | Lieu      | Date            |
| ----------- | ----------- | --------- | --------------- |
| 110 m haies | 13 s 91     | Belle-Vue | 26 juin 1992    |
| 400 m haies | 50 s 06     | Annecy    | 24 juillet 1994 |